# تاریخچه نیروی دریایی در جنگ جهانی دوم
در آغاز جنگ جهانی دوم ، نیروی دریایی سلطنتی توانمندترین نیروی دریایی در جهان بود،  با بیشترین تعداد کشتی‌های جنگی ساخته شده و دارای پایگاه‌های دریایی در سرتاسر جهان. که بیش از 15 نبردناو ، 7 ناو هواپیمابر، 66 رزمناو و 164 ناوشکن و 66 زیردریایی داشت.

## درگاه ها
1. ↑  British and Commonwealth Navies at the Beginning and End of World War 2 Naval-history.net
2. 1 2  Fleets 1939